# Rosa prokhanovii
Rosa prokhanovii är en rosväxtart som beskrevs av Anatol I. Galushko. Rosa prokhanovii ingår i släktet rosor, och familjen rosväxter. Inga underarter finns listade i Catalogue of Life.